# 전일본농아연맹

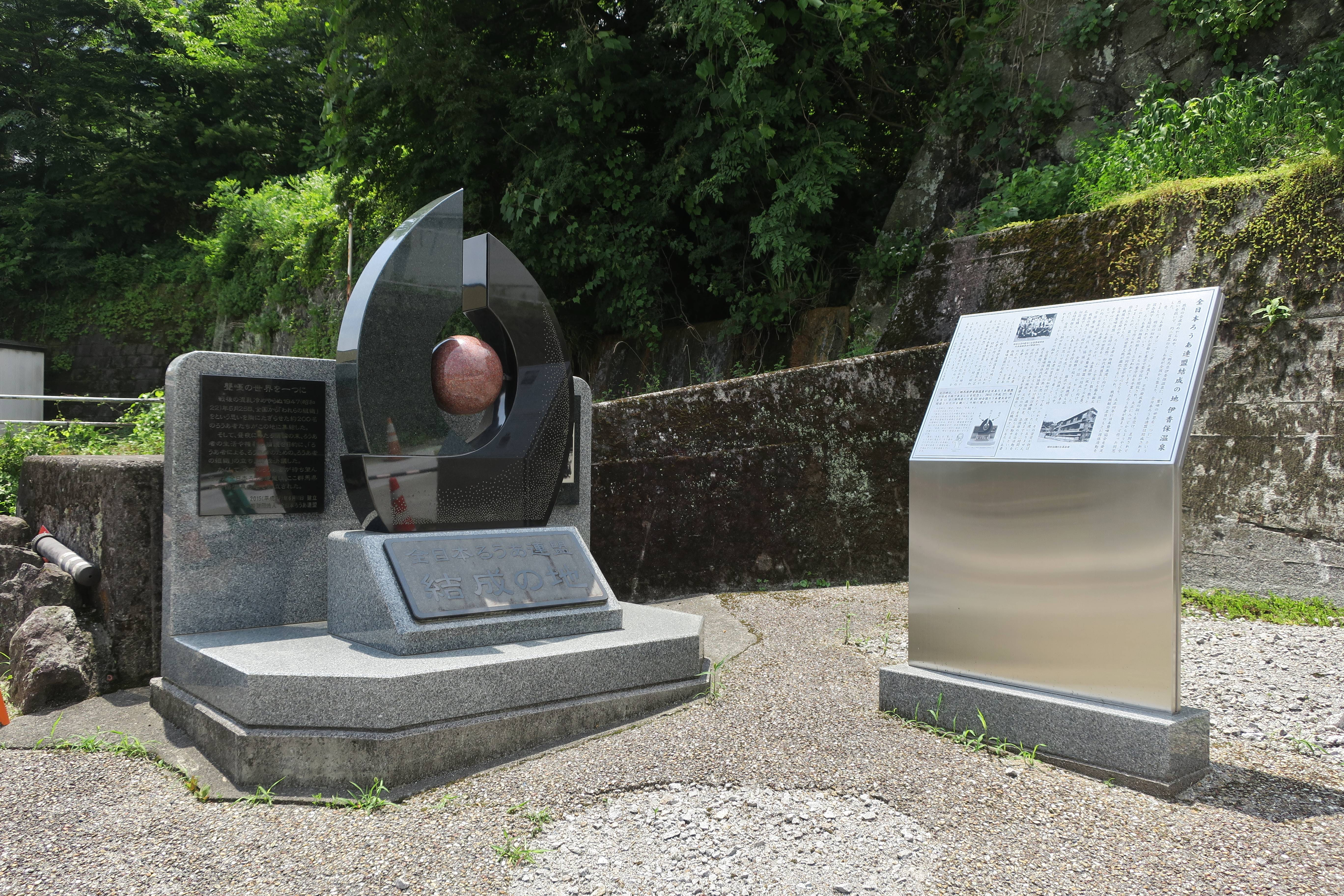
이카호온천에 세워진 '전일본농어연맹 결성의 땅(全日本ろうあ連盟結成の地)'의 비석(군마현 시부카와시)

일반재단법인 전일본농아연맹(일본어: 一般財団法人全日本ろうあ連盟)은 일본에서 유일한 농인 당사자 단체이며, 회원수는 2만명을 넘는다. 수어 통역 인지와 청각장애인 자립 지원 등을 목적으로 하고 있다.

## 역사
- 1947년 - 이카호 온천에서 결성 대회
- 1967년 - 제1회 전국 농아자체육대회
- 1968년 - 운전면허재판 시작
- 1969년 - 청년부 발족
- 1975년 - 부인부 발족
- 1979년 - 민법 11조 개정운동
- 1988년 - 노인부 발족
- 1997년 - 창립 50주년 기념 대회
- 2002년 - 전국수화통역문제연구회, 일본수화통역사협회와 협력하여 전국수화연수센터 설립
- 2009년 - 창립 60주년 기념 영화 「유즈리바-너도 또 다음의 너에게」제작
- 2012년 - 2012 세계농자탁구선수권대회
- 2013년 -4월 1일 일반재단법인으로 이행

## 활동
- 전국 농아 체육대회 개최
  - 하계 - 연식야구, 탁구, 배구, 육상, 축구, 테니스, 볼링, 소프트볼, 배드민턴, 농구
  - 동계 - 알파인 스키, 스키, 스노보드
- JICA의 연수업무 위탁을 통해 세계로부터 연수생을 받아 인제 리더 육성
- 기관지 「일본 청력 장애 신문(日本聴力障害新聞)」매월 발행

## 출판물
- きこえない子どもと共に―自信をもって大きくなあれ ( 2001 ) ISBN 4915675688
- わたしたちの手話 学習辞典( 2010년 ) ISBN 4904639022
- わたしたちの手話 新しい手話 <2013> ISBN 4904639065

## 관련 항목
- 데플림픽
- 세계농아인연맹